# Luciana Peverelli
Luciana Peverelli (Milán, 16 de febrero de 1902 - Milán, 5 de agosto de 1986) fue una periodista, guionista y escritora italiana, conocida, desde los años treinta y sobre todo en la posguerra, como autora de cuentos y novelas de género dramático y policíaco.

## Biografía
Desde muy joven, comenzó a trabajar en el mundo de las revistas femeninas milanesas al lado de su madre, directora de la revista Trionfo d'amore, que reunía a su alrededor a jóvenes y prometedores intelectuales como Cesare Zavattini. Pero su gran oportunidad profesional llegó en 1929, cuando, respondiendo a un anuncio de la pequeña editorial milanesa Moderna, que buscaba "escritores jóvenes de gran talento", entró en contacto con Cino Del Duque, un editor emprendedor de novelas románticas y publicaciones populares, con el que inició una exitosa colaboración que duraría toda la vida. En 1930, junto con Del Duque, publicó el exitoso serial Cuore garibaldino.
Inscrita en la Orden de Periodistas en 1931, dirigió la revista de cine Stelle y, a partir de 1933, Il Monello, una tira cómica semanal inspirada en el personaje de Chaplin- También fue coautora de las tiras cómicas Il Moschettiere, Il Pioniere dei Ragazzi y Noi ragazzi. En los últimos meses de 1939 dirigió la revista Cinema Illustrazione. Junto con Del Duca, participó activamente en la redacción de Grand Hotel, la revista popular que salió en 1946. En 1947 escribió para Sogno, la primera fotonovela publicada en Italia, Menzogne d'amore, que se publicó al mismo tiempo que Nel fondo del cuore de Stefano Reda. Desde 1963 hasta su muerte dirigió el popular semanario Stop. También colaboró con la Gazzetta del Mezzogiorno, Stampa Estera, Paese Sera, Il Tempo.
Además de su trabajo como periodista, también fue escritora, con unos 400 títulos, donde se encuentran cuentos y novelas "rosas" y policíacas, que han sido reeditadas varias veces. Bajo el seudónimo de Greta Granor publicó novelas en la conocida serie "L'universale romántica Salani", una operación editorial destinada a contar la historia de "la mujer, en las diferentes estaciones de su vida, en su relación con el hombre y la sociedad"; en 1962 escribió Lettere d'amore in grigioverde para Campi, editor del famoso Almanacco Barbanera (Almanaque Barbanera): una guía indispensable para los soldados que deseban escribir una carta a su prometida, familia, amigos, superiores, utilizando el seudónimo Mariely y varios repertorios por correspondencia.
Traductora de John Steinbeck para la Editoriale Romana (en 1944 se publicó la versión italiana de The Moon is Down) y de la novela Maddalena de Jack Newlyn, y fue autora y guionista de numerosas películas inspiradas principalmente en sus novelas.
Antifascista, mantuvo una larga relación con Henry Molinari, exponente de la Resistencia. Al acabar la guerra se casó con el lord inglés Philip Ashley Carter, pero el matrimonio se rompió a los cinco años.

## Obras

### Novela
- Cuore garibaldino, Moderna, Milano 1930
- Giovanotti e signorine, Rizzoli, Milano 1932
- L'amante del sabato inglese, Rizzoli, Milano 1933
- Inverno d'amore, Rizzoli, Milano 1934
- Piacere agli uomini, Rizzoli, Milano 1936
- Incendio a bordo, Rizzoli, Milano 1938
- Violette nei capelli, Rizzoli, Milano 1940
- La lunga notte, Rizzoli, Milano 1942
- Sposare lo straniero, Rizzoli, Milano 1946
- I nostri folli amori, Salani, Milano 1979
- Dannata e felice, Salani, Milano 1980

### Guiones
- Signorinette, 1942
- La principessa del sogno, con Roberto Savarese, Maria Teresa Ricci (1942)
- Violette nei capelli, 1942
- Gran premio, 1944
- Non c'è amore più grande, 1955